# Madagaszkári bokorpacsirta
A madagaszkári bokorpacsirta (Eremopterix hova) a madarak osztályának verébalakúak (Passeriformes) rendjébe és a pacsirtafélék (Alaudidae) családjába tartozó faj.

## Rendszerezése
A fajt Gustav Hartlaub német ornitológus írta le 1860-ban, a Mirafra nembe Mirafra hova néven. Egyes szervezetek jelenleg is ide sorolják.

## Előfordulása
Madagaszkár területén honos. Természetes élőhelyei a szubtrópusi és trópusi gyepek, szavannák és cserjések. Állandó, nem vonuló faj.

## Megjelenése
Testhossza 13 centiméter.

## Természetvédelmi helyzete
Az elterjedési területe nagyon nagy, egyedszáma pedig növekszik. A Természetvédelmi Világszövetség Vörös listáján nem fenyegetett fajként szerepel.